# Martin Ohm
Martin Ohm (Erlangen, 1792. május 6. – Berlin, 1872. április 1.) német matematikus, Georg Ohm fizikus öccse. 1811-ben doktorált a nürnbergi Erlangen-Nürnberg Egyetemen (Universität Erlangen-Nürnberg) Karl Christian von Langsdorf irányítása alatt. Ohm fejtette ki elsőként a exponenciális elméletet komplex számokra ("a" a "b"-ediken, amikor "a" is és "b" is komplex számok) 1823-ban.
Neki tulajdonítják az "aranymetszés" kifejezés bevezetését.

## Élete[3]
Martin Ohm 1792. május 6-án született Erlangenben, Bajorországban. Az Ohm család férfi tagjai generációkon keresztül lakatosok voltak. Martin Nagyapja, Johann Vincentius Ohm Cadolzburgban volt lakatos, ott vette el Anna Fuchsot, majd 1764-ben Erlangenbe költöztek. Johann és Anna legidősebb fiát szintén Johann Wolfgangnak hívták aki lakatos inas éveinek letöltése után visszatért Erlangenbe 1785-ben, ahol lakatos mester lett. Maria Elizabetha Beckin-t (egyes források szerint Beck), egy szabó lányát 1786. január 24-én vette el. 7 gyerekük született, akik közül csak három érte meg a felnőttkort. A legidősebb gyerek Georg Simon Ohm fizikus jól ismert a róla elnevezett elektromos mértékegységről. Anyja 1799 őszén halt meg, amikor Martin 8 éves volt. Martint, bátyját Georg Simont és az 1794-ben született Elisabeth Barbarát apjuk nevelte fel.
Johann Wolfgang nem járt egyetemre, de saját magát képezte, így kiváló neveltetést tudott biztosítani fiai számára mint magántanáruk. Fiainak a lehető legjobb képzést szerette volna nyújtani, így a valamennyire kiábrándító iskolai eredményeik ellenére is nagyon magas szintet ért el velük a matematika, fizika, kémia és filozófia területén. Martin és bátyja Georg matematikai tehetségét korán felfedezte Karl Christian von Langsdorff, a matematika professzora Erlangenben, és tanácsaival és biztatásával támogatta őket. Langsdorff elhíresztelte, hogy az Ohm fivérek az akkori Bernoulli-testvérek, és helyileg kibontakozó zsenikként ismerték őket. Martin a erlangeni Friedrich-Alexander Egyetemhez tartozó gimnázium diákja volt, majd az egyetemen folytatta tanulmányait matematikusnak. A doktori címet 1811-ben kapta meg.
1817-ig az egyetemen tanított, amíg ki nem nevezték a gimnázium matematikatanárának Thornban. 1821-től pályafutása nagy részét Berlinben töltötte. Először az 1809-ben alapított Friedrich Wilhelm Egyetem (Humboldt Egyetem 1949 óta) privát docense lett, 1824-ben előléptették segédprofesszornak, végül 1839-ben professzornak. Egyéb berlini intézményekben is tanított, többek között az Építészeti Akadémián, a Tüzérség és Mérnökök Iskolájában.
1826-ban feleségül vette Sophie von Altent (1786-1852). Lányuk, Elisa Ohm 1826-ban született Berlinben.

## Munkássága
A doktori értekezését "De elevatione serierum infinitarum secundi ordinis ad potestatem exponentis indeterminati" címmel írta Langsdorff témavezetésével.
Ohm fejtette ki elsőként a exponenciális elméletet komplex számokra ("a" a "b"-ediken, amikor "a" is és "b" is komplex számok) 1823-ban.
Neki tulajdonítják az aranymetszés kifejezés bevezetését.
1825-ben publikálta a "Die reine Elementar-Mathematik" művét, ami először említi meg az "arany arány" (aranymetszés) fogalmát ilyen néven.
Több területen jóval kora előtt járt, ezért sok kritikát kapott kortársaitól.
- Például egyik alapelve volt, hogy különböző stílusban írt a célközönségtől függően: máshogy írt diákoknak, mint matematikusoknak, ellentmondva ezzel Alexander Humboldt elvével a tanítás és kutatás egységesen kezeléséről.
- A másik terület a matematika oktatásának módszerei, ahol hasonló nézeteket vallott a 100 évvel későbbi Bourbaki-hoz (hasonlóan erős ellenzékkel, és fő vitapontokkal). A 80-as években újra divatba jött "új matematika" is tartalmaz hasonló elemeket, bár egyikük sem volt tisztában Ohm munkájával, elveivel.

Ohm próbált először Euklidesz után egy teljesen átfogó matematikai rendszert leírni. 1822-ben publikálta az első két kötetet "Versuch eines vollkommen consequenten Systems der Mathematik" (Kísérlet egy teljesen konzekvens matematikai rendszerre), majd 1852-ig további 7 kötetet publikált.

## Diákjai
Friedrich August, Friedrich Bachmann, Paul Bachmann, Joseph Brutkowski, Eduard Heine, Rudolf Lipschitz, Leo Pochhammer, Friedrich Prym, Wilhelm Wagner, Hermann Waldaestel, Wilhelm Wernicke, Elena Gerz, Valentien Gerz és Johanna Gerz mind Ohm diákjai voltak.